# Valična vas
Valična vas – wieś w Słowenii, w gminie Ivančna Gorica. W 2018 roku liczyła 74 mieszkańców.